# Ботвіно (Омська область)
Ботвіно (рос. Ботвино) — присілок у Большереченському районі Омської області Російської Федерації.
Належить до муніципального утворення Такмицьке сільське поселення. Населення становить 89 осіб.

## Історія
Згідно із законом від 30 липня 2004 року органом місцевого самоврядування є Такмицьке сільське поселення.

## Населення
| 1926 | 2002 | 2010 |
| ---- | ---- | ---- |
| 504  | ↘181 | ↘89  |